# Tichodroma muraria
Il picchio muraiolo (Tichodroma muraria (Linnaeus, 1766)) è un piccolo uccello diffuso in tutte le montagne alte dell'Eurasia meridionale, inclusi i Pirenei, le Alpi e l'Altaj. È l'unica specie del genere Tichodroma e della famiglia Tichodromidae.

## Descrizione
È un uccello lungo 15,5–17 cm, con apertura alare di 26–27 cm e pesa fino a 20 grammi. Ha ampie ali arrotondate e coda breve. Colorito inconfondibile: corpo grigio, coda nera bordata di bianco, ali nere con macchie circolari bianche e ampia zona centrale rosso carminio. Le ali ampie e arrotondate, vistosamente
colorate di rosso carminio e nero con chiazze circolari bianche, lo rendono inconfondibile; quando svolazza lungo le pareti rocciose ricorda l'aspetto di una grande farfalla, tanto da essere chiamato anche farfalla delle rocce.
Il corpo è grigio con gola nera negli adulti in abito nuziale; la femmina è riconoscibile per avere colori meno vivi con macchia golare meno estesa. Il becco è lungo e sottile.

## Biologia
Questo uccello è strettamente legato alle pareti rocciose, sulle quali nidifica e ricerca il nutrimento.
Durante la stagione primaverile ed estiva sono preferite le rupi esposte a nord, fresche e umide, a quote comprese fra 1300–1400 m e 3000 m circa; in inverno vengono al contrario selezionate le pareti soleggiate a quote inferiori ai 1500 m; manufatti quali castelli, torri, chiese e dighe vengono regolarmente visitati durante lo svernamento e possono talvolta essere utilizzati come siti riproduttivi.

### Alimentazione
Esclusivamente insettivoro, il picchio muraiolo ricerca piccoli artropodi fra gli interstizi delle rocce svolazzando lungo le pareti.

### Riproduzione

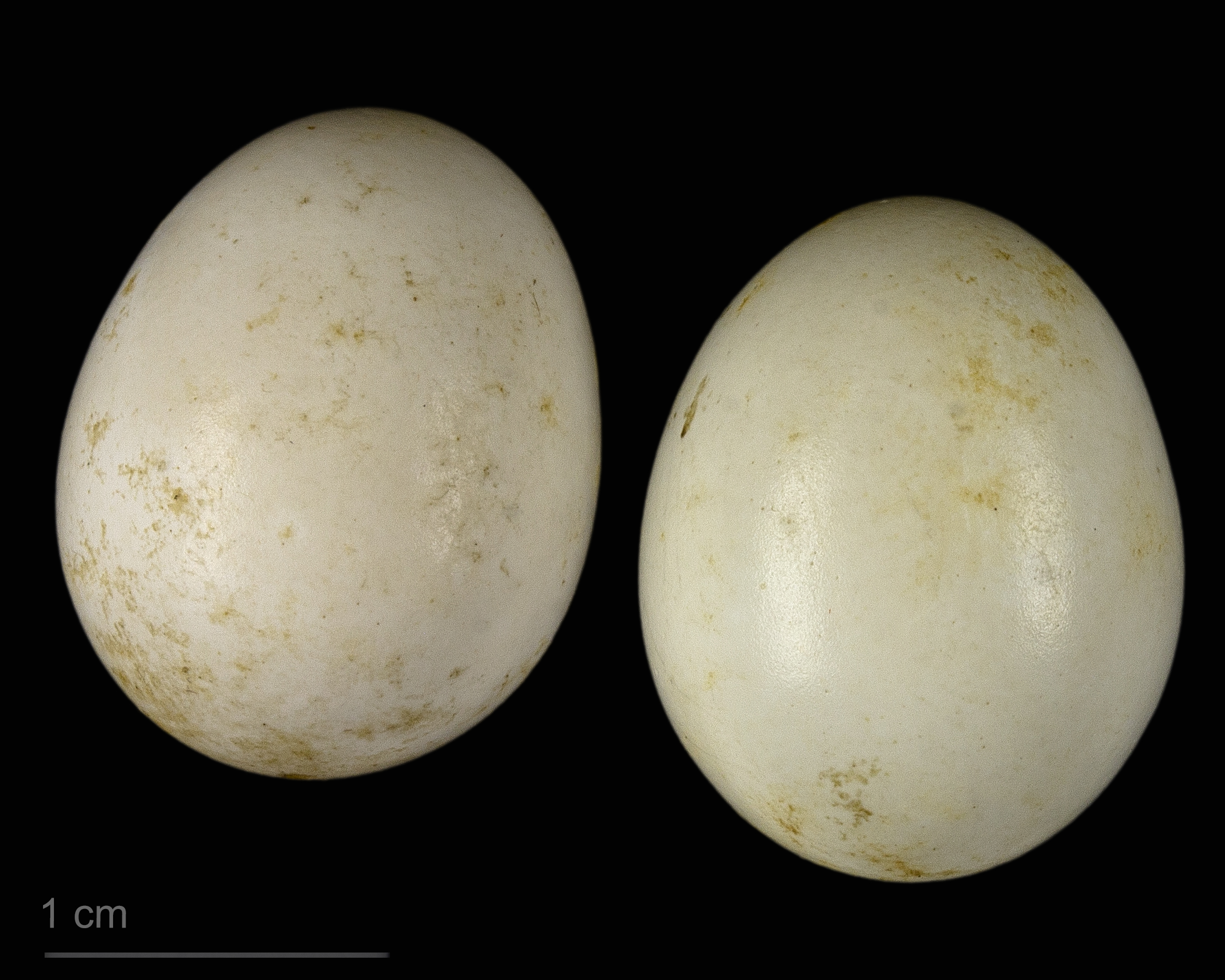
Uovo di Tichodroma muraria, museo di Tolosa

Costruisce il nido in crepacci di pareti rocciose strapiombanti, spesso a diverse decine di metri di altezza. Più insolita è l'utilizzazione di costruzioni, segnalata con una maggiore frequenza sul versante transalpino ma provata anche in Valle d'Aosta.
La femmina depone 3-4 uova e le cova per 18-20 giorni; i giovani restano al nido 3 o 4 settimane.

## Distribuzione e habitat
Il picchio muraiolo è in larga parte stanziale ma si sposta a livelli più bassi in inverno e si sposta più spesso attraverso i campi quando a volte utilizza cave ed edifici. Gli uccelli hanno svernato fino in Inghilterra e uno è giunto fino all'Università di Amsterdam.

## Sistematica
In passato veniva considerato appartenente alla famiglia Sittidae, come unica specie della sottofamiglia Tichodrominae.
Sono note due sottospecie
- Tichodroma muraria muraria (Linnaeus, 1766) - diffusa dall'Europa meridionale e orientale sino al Caucaso e all'Iran occidentale
- Tichodroma muraria nepalensis Bonaparte, 1850 - diffusa da Kazakistan, Turkmenistan e Iran sino alla Cina orientale